# Arturo Marpicati
Arturo Marpicati (Ghedi, 9 novembre 1891 – Belluno, 11 agosto 1961) è stato uno scrittore e politico italiano.
Fu vice segretario del Partito Nazionale Fascista.

## Biografia
Nasce a Ghedi, in provincia di Brescia, primogenito di Bortolo Marpicati, falegname, e di Matilde Guerreschi.
A causa di difficoltà economiche il piccolo Arturo, pur frequentando le scuole elementari del paese, dovette sacrificarsi per contribuire al bilancio famigliare.
Dopo l'istruzione primaria proseguì gli studi presso il seminario di Brescia, dove ampliò la sua cultura umanistica con letture di provenienza non solo religiosa. In quest'ambito maturò una sensibilità incline alla letteratura, e, in particolar modo, alla poesia contemporanea, cimentandosi nella composizione dei primi versi. Negli anni del liceo fu nominato prefetto presso il pensionato scolastico Umberto I di Brescia, dove nel giugno 1913 conseguì il diploma da privatista.
Trasferitosi nel frattempo a Firenze, si iscrisse all'Istituto di Studi Superiori Fiorentino, grazie ai guadagni ricavati con le ripetizioni. Allo scoppio della prima guerra mondiale, Arturo, interventista della prima ora e nazionalista convinto, partì volontario. Durante il conflitto, tuttavia, perdette lo slancio idealistico che, scontratosi con la realtà della guerra, si tramutò in disillusione e profonda amarezza, sentimenti presenti nella sua prima importante opera letteraria, il romanzo La coda di Minosse (Milano 1925, e successive edizioni).
Nel luglio 1918 si laureò in Lettere con una tesi sulla Questione della lingua nel Cinque-Seicento.
Fu anche libero docente di lingua e letteratura italiana all'Università di Roma.

### Attività politica
Nazionalista, partecipò volontario alla prima guerra mondiale prima come tenente e poi come capitano, ricevendo la medaglia d'argento al Valor Militare. L'esperienza bellica gli insegnò che la guerra era fatta di «miseria e onore, vigliaccheria ed eroismo». Durante la ritirata di Caporetto fu responsabile della fucilazione di alcuni soldati italiani che riteneva potenziali sovversivi.
Iniziò a collaborare nel 1918 con il quotidiano Il Popolo d'Italia di Mussolini. Nel 1919 conobbe Gabriele D'Annunzio, decidendo di partecipare alla marcia su Fiume come legionario sotto la sua guida. Inoltre fu direttore del quotidiano La Vedetta d'Italia. Aderì al fascismo e, dal 1930 al 1931, fu membro del direttorio nazionale del PNF, mentre dal 12 dicembre 1931 al 24 dicembre 1934 fu vice segretario nazionale. In questa vece, partecipò come rappresentante del fascismo italiano anche al quinto Congresso del Partito Nazionalsocialista a Norimberga, nel 1933. Fu console generale della Milizia Volontaria per la Sicurezza Nazionale, e membro del Gran Consiglio del Fascismo.
Ricoprì anche cariche culturali, tra cui, fino al 1938, quella di cancelliere dell'Accademia d'Italia. Realizzò la sezione Realizzazioni del fascismo, nella voce "Fascismo" dell'Enciclopedia Italiana. Nel giugno 1938 fu nominato Consigliere di Stato.
Nella seconda guerra mondiale fu richiamato da tenente colonnello allo stato maggiore. Non aderì alla RSI.

## Opere

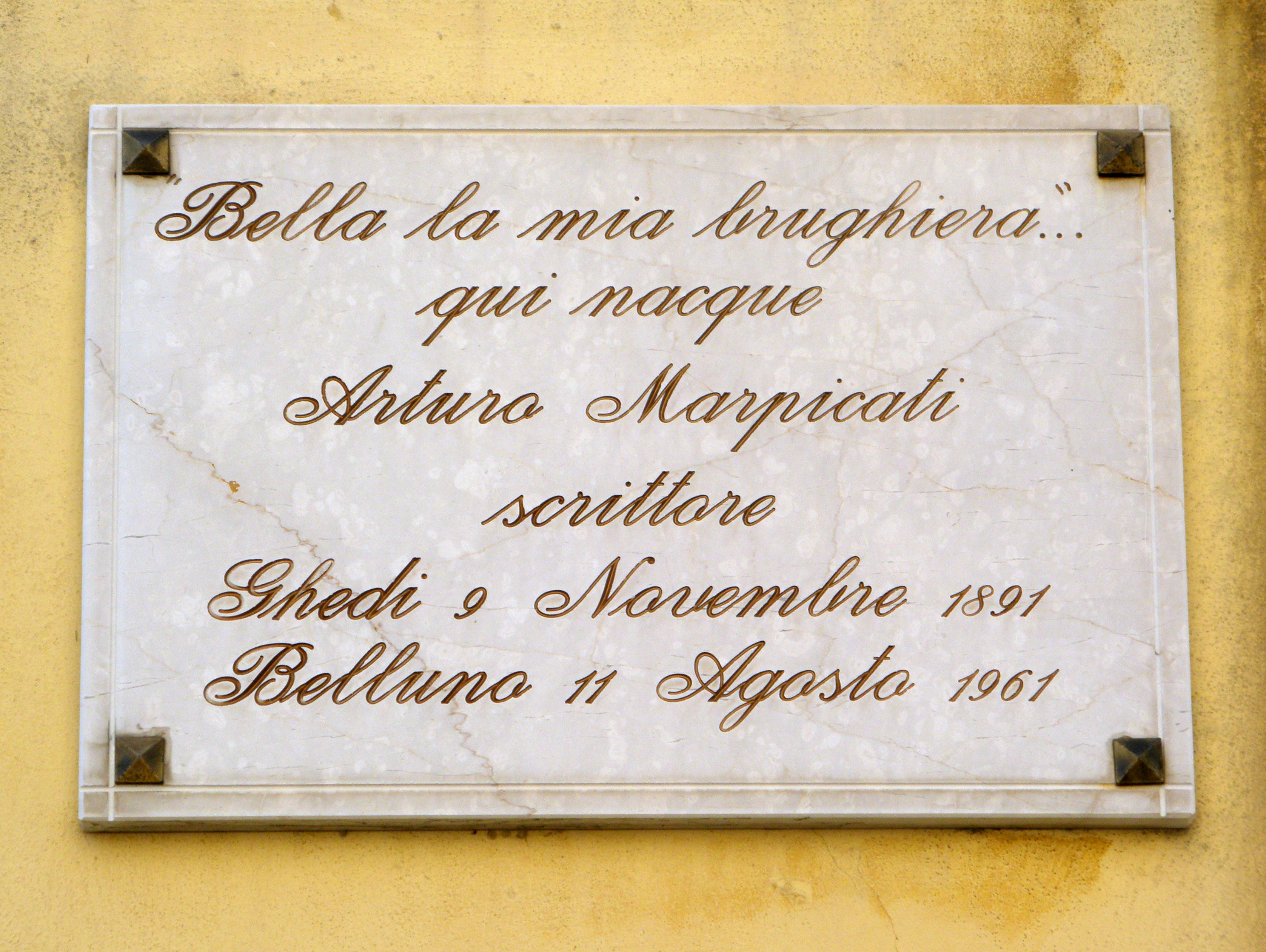
La lapide commemorativa murata sulla facciata della casa dove nacque Marpicati.

- Liriche di guerra (1918) (ristampato a Bologna 1935)
- La proletaria : saggi sulla psicologia delle masse combattenti (Brescia 1920)
- Piccolo romanzo di una vela (Milano 1922)
- La coda di Minosse, romanzo (1925, ristampato più volte)
- Abbazia. Ozi e diporti sul Carnaro (Bologna 1931)
- La R. Accademia d'Italia con particolare riferimento alla classe di lettere (Budapest 1931)
- Fondamenti ideali e storici del fascismo (Bologna 1931)
- Ritratti e racconti di guerra (Bologna 1932)
- Saggi di letteratura (Firenze 1933)
- Nella vita del mio tempo (Bologna 1934)
- Opere del regime (Roma 1934)
- Il dramma politico di Ugo Foscolo (Bologna 1934)
- Il partito fascista: origine, sviluppo, funzioni (Milano 1935) Arnoldo Mondadori Editore
- Passione politica in Giosuè Carducci (Bologna 1935)
- Lettere inedite di Ugo Foscolo a Marzia Martinengo (Firenze 1939)
- Dante e il Foscolo (Roma 1939)
- Uomini e fatti del mio tempo (Torino 1942)
- Il Foscolo e l'Alfieri (Asti 1942)
- Quando fa sereno (1937; la nuova edizione del 1956 reca il titolo Sole su le vecchie strade)
- Questi nostri occhi (1953)
- Quaderni dannunziani, (1958)